# 馬拉德 (愛荷華州)
馬拉德（英語：Mallard）是一個位於美國愛荷華州帕洛阿爾托縣的城市。

## 地理
馬拉德的座標為42°56′14″N 94°41′03″W / 42.93722°N 94.68417°W，而該地的平均海拔高度為373米（即1224英尺）。

## 人口
根據2010年美國人口普查的數據，馬拉德的面積為1.06平方千米，當中陸地面積為1.06平方千米，而水域面積為0.00平方千米。當地共有人口274人，而人口密度為每平方千米258人。